# IJzeren loonwet
De ijzeren loonwet is de voorspelling dat, op de lange termijn, het reële loon in een markteconomie neigt naar het bestaansminimum. Deze theorie van de loonvorming is al te vinden bij Quesnay en Turgot en bij de meeste klassieke economen. De naamgeving wordt toegeschreven aan de Duitse socialist Ferdinand Lassalle.

## Klassieke economen
Een versie van de loonwet is al te herkennen in Adam Smiths theorie van het natuurlijk loon. Smith stelde dat het natuurlijk loon, het loon bij marktevenwicht in een stationaire (niet-groeiende) economie, gelijk zou zijn aan het loon dat een arbeider in staat stelde een gezin met twee kinderen in leven te houden: precies genoeg om de productiefactor arbeid op de lange termijn te reproduceren. Het regulerend principe is een combinatie van vraag en aanbod van arbeid en kindersterfte. Bij vraagoverschot (in moderne termen, krapte op de arbeidsmarkt) zou het loon stijgen zodat meer kinderen in leven bleven, maar een aanbodoverschot zou armoede en kindersterfte terugbrengen. Collectieve looneisen door vakbonden waren in Smiths systeem nog onmogelijk, gezien de wettelijke verboden op vereniging door werklui. Smith kleedde zijn theorie echter in met zo veel voorbehouden dat van een wet of stelling bijna geen sprake meer is.
Een strengere formulering verschijnt in het werk van David Ricardo, die Smiths loontheorie koppelde aan zijn voorspelling dat de opbrengsten van landbouwgrond op de zeer lange termijn alleen maar zouden afnemen. Bij gevolg zou de prijsstijging van voedsel uiteindelijk die van alle andere goederen overtreffen, en zowel winsten als lonen onder druk zetten. Voor Ricardo was het echter niet het fysieke bestaansminimum was dat het natuurlijke loon bepaalde, maar het minimum waarop een maatschappelijk aanvaardbaar bestaan kon worden geleefd. Net als bij Smith was het bij Ricardo alleen kapitaalaccumulatie (economische groei) die het loon op de middellange termijn boven het natuurlijke niveau kon doen uitstijgen, zolang de resulterende vraag naar arbeid de bevolkingsgroei oversteeg. De malthusiaanse catastrofe kan gezien worden als een variatie op hetzelfde thema.
De regulering van het aanbod van arbeid door kindersterfte had een duidelijke empirische basis. In de achttiende en negentiende eeuw was gezinsplanning bij uitstek een zaak van de hogere klassen, die geboortebeperking inzetten om hun rijkdom te behouden. De leden van de lagere klassen hadden veel grotere gezinnen, maar zagen slechts weinig kinderen de volwassen leeftijd bereiken.

## Socialisten
Onder de socialisten van midden 19e eeuw werd de ijzeren loonwet een punt van strijd. Ferdinand Lassalle accepteerde de loonvormingstheorie van Ricardo en benoemde deze als een ehernes und grausames Gesetz (ijzeren en wrede wet). Lassalles ijzeren loonwet is vergelijkbaar met Marx' meerwaardetheorie; beide stellen dat kapitaal aan arbeidstijd een vaste waarde toekent en deze als loon uitkeert, terwijl alle geschapen meerwaarde aan het kapitaal toevalt. Verschil is echter dat Lassalle de malthusiaanse voorspelling serieus nam, terwijl Marx die verwierp.
Karl Marx hanteerde de ijzeren loonwet nog in het Communistisch manifest, maar nam er later uitdrukkelijk afstand van. In Het Kapitaal is de loonwet verdwenen ten gunste van de theorie van het industrieel reserveleger en de erkenning dat het reële uurloon kan stijgen als gevolg van wetgeving en vakbondsstrijd. De Kritiek op het program van Gotha bevat een expliciete verwerping van het principe.